# Hasi Aslanow

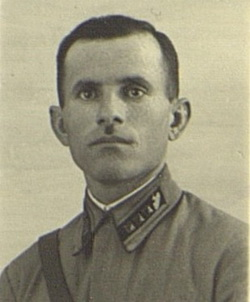
Hasi Aslanow

Hasi Aslanow (aserbaidschanisch Həzi Əhəd oğlu Aslanov; Häsi Ähäd oglu Aslanow, russisch Ази Ахадович Асланов; * 22. Januarjul. / 4. Februar 1910greg. in Lənkəran, Gouvernement Baku, Russisches Kaiserreich; † 24. Januar 1945 in Priekule, Provinz Liepāja, Lettische Sozialistische Sowjetrepublik, UdSSR) war ein sowjetisch-aserbaidschanischer Panzerkommandant, Generalmajor der sowjetischen Armee und zweifacher Held der Sowjetunion.

## Biographie
Aslanow war in die Familie eines Ziegeleiarbeiters hineingeboren. Wegen des vorzeitigen Todes seines Vaters konnte er keine Sekundarschulausbildung erwerben und musste in einer Ziegelei in Lənkəran als Hilfsarbeiter schuften, um seine Mutter zu unterstützen. 1924 absolvierte er die Likbez-Alphabetisierungskurse.

## Vorkrieglicher Militärdienst
Die militärische Laufbahn in den Reihen der Roten Bauern- und Arbeiterarmee begann Aslanow im Jahr 1924 im Alter von 14. Jahren. 1929 schloss er die Sergo Ordschonikidse-Infanterieschule in Baku ab. Im Anschluss daran wurde er auf Beschluss des Revolutionären Kriegsrates des Transkaukasischen Militärkreises nach Leningrad entsandt, um dort in der Borisoglebsk-Kavallerieschule die militärischen Vorbereitungskurse durchzulaufen.
Im Juni 1931 erhielt Aslanow seinen ersten Kommandoposten als Befehlshaber eines Zuges, der zur im ukrainischen Berdytschiw stationierten 3. Grigori Kotowski Bessarabien-Kavalleriedivision gehörte. Durch die Weiterbildungskurse für Panzerkommandeure an der Malinowski-Militärakademie der Panzertruppen ließ sich Aslanow 1933 seine militärischen Führungskompetenzen weiter ausbauen. Noch im selben Jahr trat er der 2. Sowjetischen Schützendivision im belarussischen Militärkreis bei, wo er mit der Zeit vom einfachen Zugkommandanten zum Chef einer Panzerkompanie aufstieg.
1937 trat Aslanow der Kommunistischen Allunions-Partei (Bolschewiki) (WKP(B)), der späteren KPdSU, bei.
1938 wurde Aslanow als Befehlshaber eines separaten Panzerbataillons zur 60. Schützendivision beordert. Nur wenige Monate später wurde er in die Ukraine versetzt und rückte zunächst zum Stellvertreter, anschließend zum Kommandeur des 3. Motorisierten Regiments im Kiewer Militärkreis.
Die Panzereinheiten von Aslanow nahmen an der sowjetischen Besetzung Ostpolens sowie am Winterkrieg 1939–1940 teil.

## Deutsch-Sowjetischer Krieg
Mit dem Überfall der Wehrmacht auf die Sowjetunion am 22. Juni 1941 wurde die 10. Panzerdivision von Aslanow, der im November 1940 zum Major befördert worden war, in das 15. Mechanisierte Korps überführt. Im August 1941 befehligte er vorübergehend ein Panzerbataillon und nahm an der Schlacht um Kiew teil.
Anfang 1942 wurde Aslanow als Befehlshaber der gepanzerten und motorisierten Einheiten nach Moskau abkommandiert. Einen Monat später wurde er der 55. separaten Panzerbrigade als stellvertretender Kommandant an der Krimfront zugewiesen. Mit der Eroberung der Halbinsel durch die Wehrmachtstruppen im Juli 1942 zogen sich die geschrumpften Panzereinheiten von Aslanow in den Nordkaukasus zurück und wurden dort reorganisiert. Im Oktober desselben Jahres wurde Oberstleutnant Aslanow zum Kommandeur des 55. separaten Panzerregiments (Teil der 4. motorisierten Korps) berufen.

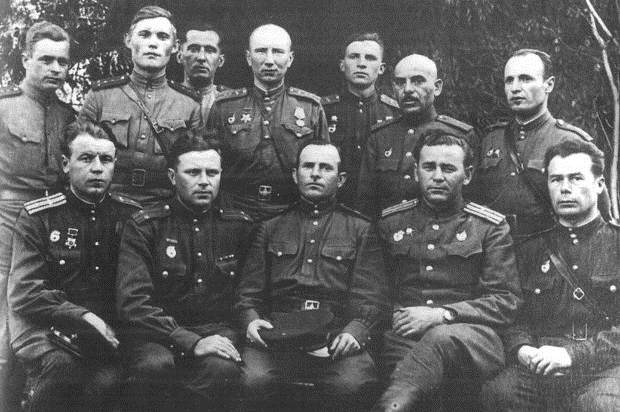
Generalmajor Aslanow (in der Mitte sitzend) mit Offizieren der 35. Panzerbrigade (Juni 1944)

Mit Beginn der sowjetischen Gegenoffensive zur Rückeroberung der Stadt Stalingrad im Rahmen der Operation Uranus am 19. November 1942 war das Panzerregiment von Aslanow in schwerste Kämpfe verwickelt. Besonders heftig und verlustreich waren Gefechte gegen die von Erich Manstein geführte Heeresgruppe Don, die erfolglos versucht hatte, den Belagerungsring um Stalingrad zu durchbrechen und die 6. Armee von Friedrich Paulus aus der Einkesselung zu befreien. Allein während der Schlacht um den Rajon Werchne-Kumsk südwestlich von Stalingrad zerstörten die Panzereinheiten von Aslanow 30 gegnerische Panzer, 26 Geschütze und 50 Militärfahrzeuge. Mehr als 2000 Wehrmachtsoldaten und Offiziere wurden dabei getötet. Mit dem Beschluss des Präsidiums des Obersten Sowjets vom 22. Dezember 1942 wurde Aslanow für seine Tapferkeit und persönliche Heldentat während der Schlacht von Stalingrad mit dem höchsten militärischen Preis, dem Helden der Sowjetunion, ausgezeichnet.
Mit zeitgleicher Beförderung zum Oberst wurde Aslanow im Januar 1943 zum Anführer der 35. Garde-Panzerbrigade des 3. Garde-Mechanisierten Korps berufen. Seine Panzersoldaten trugen einen entscheidenden Teil zur Befreiung der Städte Belgorod, Sumy, Ochtyrka, Poltawa, Lebedyn und Myrhorod.
Im März 1944 wurde Aslanow mit 34 Jahren zum Generalmajor der Panzertruppen ernannt. Im Frühling und Sommer desselben Jahres setzte seine Brigade die Befreiungszüge sowjetischer Städte an der Westfront (Wilejka, Minsk, Maladsetschna, Vilnius, Šiauliai, Jelgava etc.) fort.
Im August 1944 wurde der 35. Panzerbrigade von Aslanow der Ehrentitel Schawlinskaja verliehen. Während der Kesselschlacht von Kurland Ende 1944 – Anfang 1945 standen seine Kampftruppen erneut an der vordersten Front.

## Tod

Beerdigung von Aslanow in Baku

Während einer militärischen Aufklärungsoperation der Sowjettruppen in der Stadt Piekule im Westen des heutigen Lettlands am 24. Januar 1945 erlitt Generalmajor Aslanow schwere Verletzungen am Kopf-, Hals- und Brustbereich als Folge einer Granatexplosion. Er starb wenige Stunden später und wurde in der heutigen Märtyrerallee von Baku beigesetzt.

## Posthum
Noch im Juli 1944 wandte sich Befehlshaber der 3. Weißrussischen Front Iwan Danilowitsch Tschernjachowski an das sowjetische Oberkommando, Hasi Aslanow für seine Verdienste während der Operation Bagration ein zweites Mal die Auszeichnung Held der Sowjetunion zu verleihen. Erst 46 Jahre später, am 21. Juni 1991, kam der sowjetische Präsident Michail Gorbatschow dieser Empfehlung nach, und Aslanow wurde posthum zweifacher Held der Sowjetunion.

## Auszeichnungen
- Zweifacher „Held der Sowjetunion“[8]

- Zwei Leninorden

- Drei Rotbannerorden

- Suworow-Orden der zweiten Klasse

- Alexander-Newski-Orden

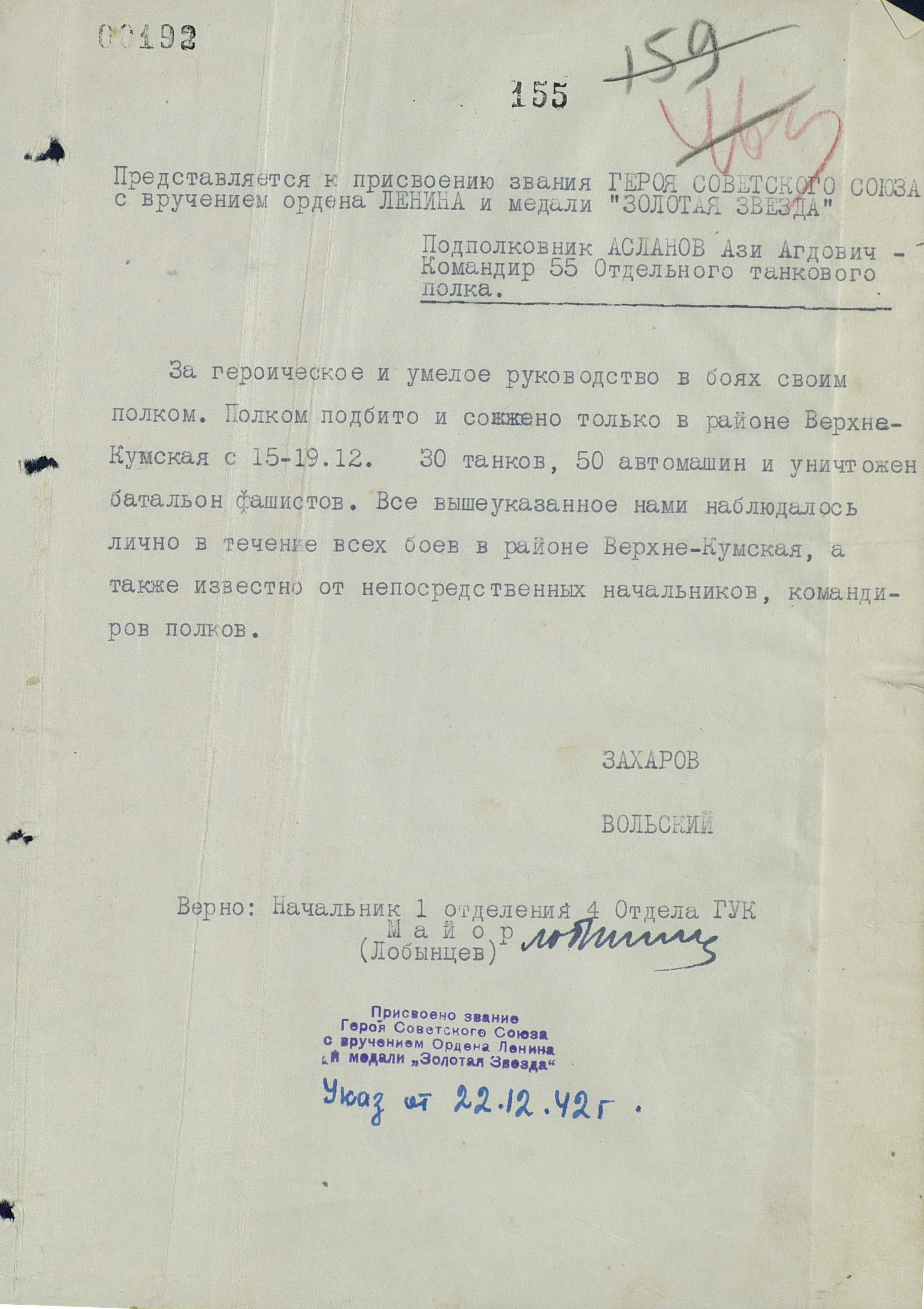
Auszeichnung des Oberstleutnants Aslanow mit dem Orden "Held der Sowjetunion" am 22. Dezember 1942

- Orden des Vaterländischen Krieges der ersten Klasse

- Tapferkeitsmedaille (Sowjetunion)

- Medaille „Für die Verteidigung des Kaukasus“

- Medaille „Für die Verteidigung Stalingrads“

## Andenken

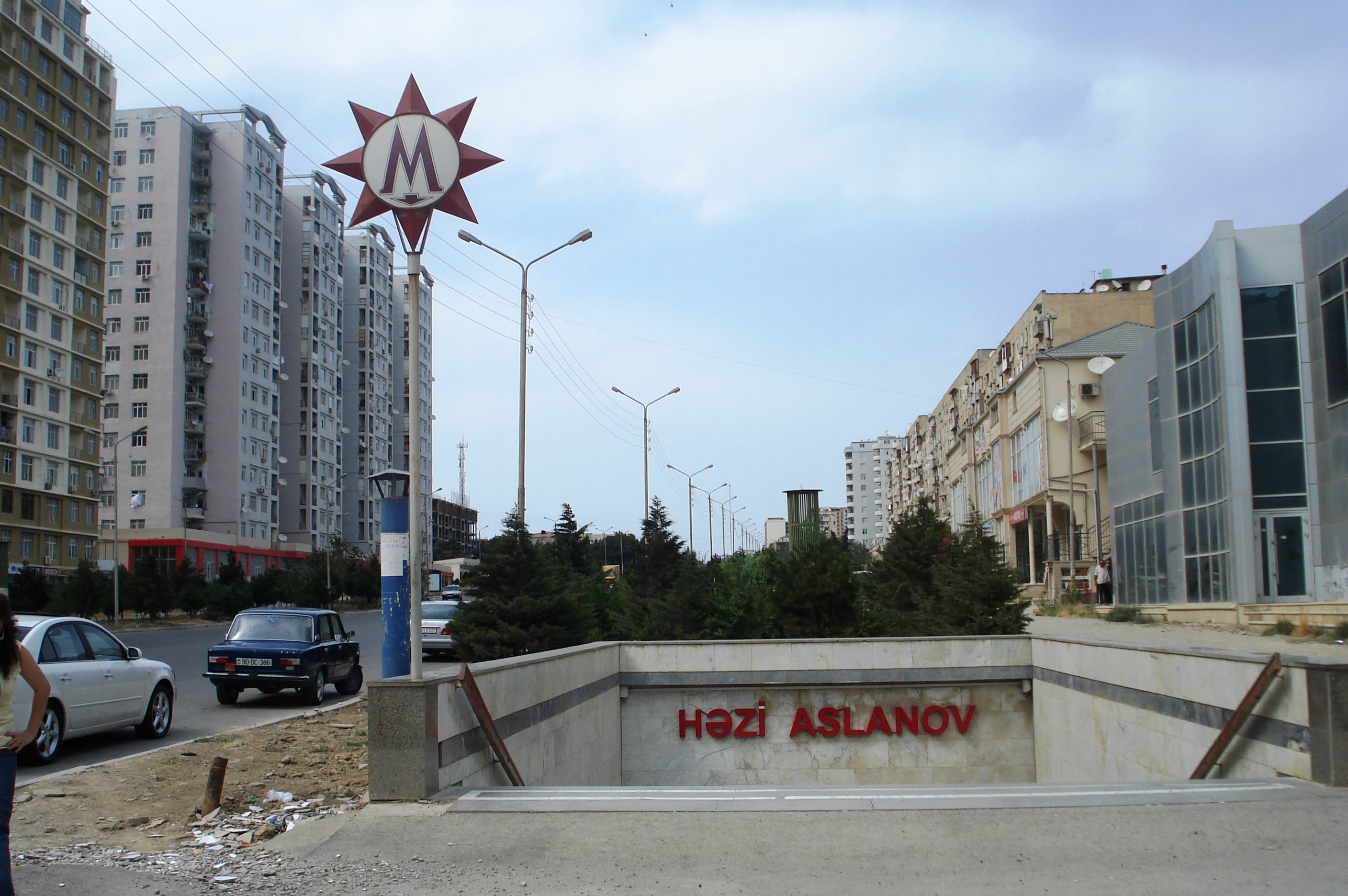
U-Bahn-Station Hasi Aslanow in Baku

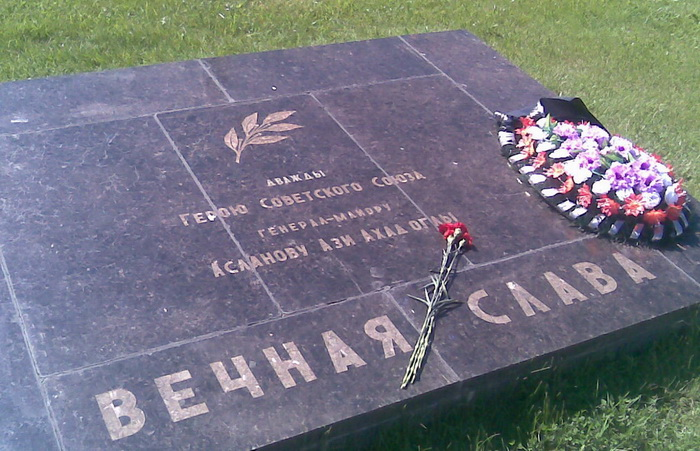
Gedenkplatte von Aslanow auf dem Mamajew-Hügel in Wolgograd

Nach Aslanow sind unter anderem benannt:
- Eine Metrostation in Baku
- Straßen in Baku, Lənkəran, Imişli, Wolgograd und Smarhon
- die Schule Nr. 175 in Baku, Schule Nr. 3 in Lənkəran und eine Schule in Wolgograd
- ein Dorf der Stadt Ağstafa im Westen Aserbaidschans sowie eine Ortschaft in Baku
- ein Tanker der türkischen Reederei „Palmali“

Aslanow zu Ehren sind in Baku und im weißrussischen Wilejka Denkmäler gesetzt worden. In seiner Geburtsstadt Lənkəran wurde ein Hausmuseum errichtet.
Auf dem Mamajew-Hügel in Wolgograd existiert eine Gedenkplatte von Aslanow.
Im 1985 von der Filmproduktionsfirma „Aserbaidschanfilm“ gedrehten Film „Ich liebte sie mehr als Leben“ («Я любил вас больше жизни») geht es um die glorreiche militärische Laufbahn des Panzerkommandanten.